# いとうあこ
いとう あこ（1983年11月4日 - ）は、日本の元グラビアアイドル。
三重県津市出身。2014年トミーズアーティストカンパニーに所属の後、2019年に退社、芸能界を引退した。旧芸名は伊藤 あみ。

## 来歴
最初の所属事務所はプリズムで大学在学中に「伊藤 あみ」の芸名で2004年デビュー。大学卒業と同時にグラビアデビュー、2005年秋に前事務所・シャイニングウィルへ移籍する際に「いとうあこ」に改名した後、2014年5月にトミーズアーティストカンパニー（Tommy's Artist Company）へ移籍。2016年1月24日の撮影会をもって撮影会モデルとしての活動に休止符を打った後、2019年トミーズカンパニーを退社。芸能界を引退し、現在は一般職に就いている。
三重県立津西高等学校→成蹊大学文学部英米文学科を卒業。
2021年2月に宅地建物取引士の免許を3ヶ月独学にて取得。

## 人物

### プロフィール
- 公称サイズは身長157cm、B93cm、W60cm、H90cm（2007年）[2][6]→ 身長157cm、B88cm、W60cm、H88cm（2016年）[9][10]。血液型A型[2][6]。20歳まではAカップだったという（現在はGカップ）。[2]。乳房の下のほくろがチャームポイントとしていたことがある[2]。
- 趣味はネイルアート[6][11][12]、英会話[11]、ピアノ[12]、トレーニングジム[4]。特技はすぐ泣けること[6]、顔が伸びること[4]。後に趣味は「ビキニ収集（100着以上所有）、ビキニ研究・評論、ビキニショーウォッチング、ビキニデザイン」であると公にしている（2016年）[9][10]。
- 雰囲気が「昭和の女優みたい」と評されたことがある[13]。
- 平安時代・鎌倉時代の武将、畠山重忠は先祖に当たるという[14]。
- フジテレビ『笑っていいとも！』の『出たいドル!』史上初の出られなかったアイドルでもあり、googleの検索ランキングで1位にもなったほどである。2009年8月放送まで登場出来なかったアイドルはいとうあこただ1人だけであったが、9月3日放送分で『父は東証1部上場企業社長「社長令嬢アイドル」』高里零（当時24歳） が、出演者ならび観客に怒りを買ってしまい、規定の17ポイント以上を獲得出来ず出られなかった為、『出たいドル』で出られなかったアイドルは本人も含めて2人となった。

## 出演

### テレビ
- TBS「デジ屋台」2005年1月
- テレビ東京「水着少女」2005年1月
- テレビ東京「ぶちぬき」2005年4月
- スカパーMONDO21「引き強!パチスロ推進委員会」
- MONDO21「グラビアの美少女」
- MONDO21「いいなり宣言!メイドおさわがせします。」
- MONDO21「誘惑のマーメイド」
- MONDO21「ROLLYキングダム」
- スカパーエンタ!371「πの殿堂」
- テレビ大阪「ヒロイン誕生!」
- スカパーMONOD21「いいなり宣言!メイドおさわがせします。」4月〜レギュラー
- エンタ!371 「魁!アイドル塾」レギュラー 2007年4月〜[2]
- テレビ東京「女子アナ一直線!」稲本ミドリ役 2007年7月〜レギュラー[13]
- エンタ!371［エプロンディナー］レギュラーMC
- TBS「神さまぁ〜ず」2008年5月27日、6月3日インスタント女王様2
- フジテレビ「志村屋です。」2008年10月22日 - 『志村診察室』のゲスト
- テレビ朝日「お願い!ランキング」
- TBS「ランク王国」
- フジテレビ「笑っていいとも!」2009年4月23日 - 『出たいドル』コーナー（審査員からのあまりのつまらなさから反感を買い、胸より下止まりで出演不可。[15]）
- 名古屋テレビ「バグルー!!」2008年6月18日泣きの達人として
- よゐこ部（毎日放送、2009年12月8日）
- MONDO21「さすらいの競馬ギャンブラー!旅情篇」レギュラー[6]
- J:COM「日本映画専門チャンネル ミッドナイト」2010年ナビゲーター
- 北海道テレビ「レッツパチニケーション」2011年9月19日傾奇エンジェルスとして
- 日本テレビ「嵐にしやがれSP」バニーガール2012年1月1日
- 関西テレビ「カキューン!!よゐドル」2012年1月26日
- 日本テレビ「うわっ!だまされた大賞2012」2012年3月31日
- 日本テレビ「嵐にしやがれSP」バニーガール2013年1月1日
- 日本テレビ「嵐にしやがれSP」バニーガール2014年1月1日
- 日本テレビ「嵐にしやがれSP」バニーガール2015年1月1日（4年連続）
- RKB毎日放送「渡辺直美の幸せ相談所」2017年4月  ビキニ評論家として
- トヨタクルマニヨンTV[11]

### ドラマ
- テレビ東京「ロケットボーイズ」第12話
- テレビ朝日 金曜ナイトドラマ「黒い太陽」レギュラー
- テレビ東京「語源刑事」2006年12月
- テレビ朝日「だめんず・うぉ〜か〜」第3話
- 関西テレビ「GTO」2012年 第4話 キャバ嬢[7]

### インターネット
- あっ!とおどろく放送局「チャレンジステーション」時東ぁみと共にMC 2008年
- 【GyaOジョッキー】平成ノブシコブシの破天荒ダメだし!（2009年5月25日、ドッキリ企画の仕掛け人として出演）
- コイカツ 恋愛ノウハウトークライブvol.2（マシェリバラエティ マシェバラ 2011年1月21日）
- 小川麻琴のドリームマッチ！（K'z Station：2011年5月 - ）
- シャイニングウィルのニコジョッキー（2012年7月17日開始 隔週水曜、ニコジョッキー）

### 雑誌
- FLASH
- フライデー (雑誌)
- スコラ
- 週刊ヤングサンデー
- 週刊ヤングジャンプ
- 週刊プレイボーイ
- サブラ
- EYESCREAM
- 週刊現代
- 週刊実話
- 増刊大衆
- 週刊ポスト
- SPA!
- アサヒ芸能
- TOKYO★1週間
- マガジンウォー
- Chuッ スペシャル
- KISSUI
- アサヒ芸能エンタメ!
- Chuッ
- エキサイター
- H.D.C
- Bejean
- Yha! Hip&Lip
- 車雑誌カスタムローライディング
- 411 (フォーダブワン)
- 車雑誌ジェイラグ

### CM
熊本大手パチンコホール『シルバーバック』

### 携帯サイト
- 野村誠一写真館、山岸伸写真館等多数

### オリジナルビデオ
- 〜がんばれ僕らの〜グラドルヒロイン 時空警護官ミーティア（2007年10月12日、ZENピクチャーズ）

### その他
- 「NOEL」イメージガール 2007年
- 「名古屋オートトレンド」スペシャルゲスト 2008年3月7日
- ニューギンユニット「新生傾奇エンジェルス」2011年
- スマホアプリ紹介サイト・雑誌「SPApp!」ナビゲーター
- 競馬分析サイト「南関大学」ナビゲーター
- 2012年パチンコ機種CR「Gレーサー」（ニューギン）に出演
- 2013年3月23日日本最大級ファッション＆音楽イベント『Girls Award 2013』ランウェイモデル
- 2014年4月19日日本最大級ファッション＆音楽イベント『Girls Award 2013』ランウェイモデル

## 作品

### DVD
1. 「燃焼系アミ1000mg」（2005年2月25日、イーネット・フロンティア）
2. 「伊藤あみ」（2005年4月22日、日本メディアサプライ）
3. 「あみの3」（2005年6月25日、アイ・シー・エフ）

以上まで伊藤あみ名義の作品、以下からいとうあこ名義の作品
1. 「あこプリッ」（2006年2月24日、ぶんか社）
2. 「ボディタイフーン」（2006年7月25日、ベガファクトリー）
3. 「Vanilla」（2007年3月、竹書房）
4. 「Betty!」（2007年6月20日、リーズエンタテインメント）
5. 「はちみつ」（2007年9月20日、ラインコミュニケーションズ）
6. 「Ako Bible」（2007年12月28日、彩文館出版）
7. 「三人模様」（2008年4月23日、ビーエムドットスリー）共演:森まどか、京本有加
8. 「SUPE」（2008年9月29日、オルスタックピクチャーズ）
9. 「アコマニア」（2009年2月20日、イーネット・フロンティア）
10. 「AKO」（2009年7月25日、Air control）
11. 「すぽ魂!」（2009年10月29日、オルスタックピクチャーズ）
12. 「生搾り」（2010年1月29日リバプール）
13. 「Burning Lips」（2010年12月24日、ビーエムドットスリー）
14. 「Ｂａｂｉｅ-Ｇ」（2011年4月15日、メディアブランド）
15. 「解禁」（2011年10月21日、日本メディアサプライ）
16. 「AKO HOLIC」（2012年7月31日、BNS）

### 写真集
- Ako Bible（2007年12月25日、彩文館出版、撮影：野川イサム）ISBN 978-4775602720
- Acogare（2016年12月3日、デビュー10周年記念写真集。クラウドファンディングにて 撮影：野澤亘伸）